# 宇土半島
32°39′N 130°33′E / 32.65°N 130.55°E
宇土半島（日语：うとはんとう）是位於日本九州地方熊本縣中部的半島。